# Куахималпа де Морелос
Куахималпа де Морелос (шп. Cuajimalpa de Morelos) насеље је у Мексику у савезној држави Мексико Сити у општини Куахималпа де Морелос. Насеље се налази на надморској висини од 2623 м.

## Становништво
Према подацима из 2010. године у насељу је живело 160491 становника.

### Хронологија
| Година       | 2000                   | 2005                   | 2010                   |
| ------------ | ---------------------- | ---------------------- | ---------------------- |
| Становништво | 132605 (62683 / 69922) | 150482 (71064 / 79418) | 160491 (75960 / 84531) |

### Попис
| \| \| м \| \| \| ж \| \| 0—2 \| 3.759 \| \| \| 3.764 \| \| 3—5 \| 4.140 \| \| \| 4.035 \| \| 6—11 \| 8.348 \| \| \| 7.964 \| \| 12—14 \| 3.838 \| \| \| 3.774 \| \| 15—17 \| 4.095 \| \| \| 4.209 \| \| 18—24 \| 9.305 \| \| \| 11.218 \| \| 60+ \| 5.604 \| \| \| 6.960 \| \| Просек : \| 30,1 \| \| \| 31,3 \| |       |  |  |        |
| |       |  |  |        |
| | м     |  |  | ж      |
| 0—2 | 3.759 |  |  | 3.764  |
| 3—5 | 4.140 |  |  | 4.035  |
| 6—11 | 8.348 |  |  | 7.964  |
| 12—14 | 3.838 |  |  | 3.774  |
| 15—17 | 4.095 |  |  | 4.209  |
| 18—24 | 9.305 |  |  | 11.218 |
| 60+ | 5.604 |  |  | 6.960  |
| Просек : | 30,1  |  |  | 31,3   |

| #   | Индикатор                                                                                        | Вредност |
| --- | ------------------------------------------------------------------------------------------------ | -------- |
| 1   | Становништво од 0 до 2 године                                                                    | 7523     |
| 2   | Мушко становништво од 0 до 2 године                                                              | 3759     |
| 3   | Женско становништво од 0 до 2 године                                                             | 3764     |
| 4   | Становништво са 3 и више година                                                                  | 148683   |
| 5   | Мушко становништво са 3 и више година                                                            | 70069    |
| 6   | Женско становништво са 3 и више година                                                           | 78614    |
| 7   | Становништво са 5 и више година                                                                  | 143167   |
| 8   | Мушко становништво са 5 и више година                                                            | 67258    |
| 9   | Женско становништво са 5 и више година                                                           | 75909    |
| 10  | Становништво са 12 и више година                                                                 | 124196   |
| 11  | Мушко становништво са 12 и више година                                                           | 57581    |
| 12  | Женско становништво са 12 и више година                                                          | 66615    |
| 13  | Становништво са 15 и више година                                                                 | 116584   |
| 14  | Мушко становништво са 15 и више година                                                           | 53743    |
| 15  | Женско становништво са 15 и више година                                                          | 62841    |
| 16  | Становништво са 18 и више година                                                                 | 108280   |
| 17  | Мушко становништво са 18 и више година                                                           | 49648    |
| 18  | Женско становништво са 18 и више година                                                          | 58632    |
| 19  | Становништво од 3 до 5 година                                                                    | 8175     |
| 20  | Мушко становништво од 3 до 5 година                                                              | 4140     |
| 21  | Женско становништво од 3 до 5 година                                                             | 4035     |
| 22  | Становништво од 6 до 11 година                                                                   | 16312    |
| 23  | Мушко становништво од 6 до 11 година                                                             | 8348     |
| 24  | Женско становништво од 6 до 11 година                                                            | 7964     |
| 25  | Становништво од 8 до 14 година                                                                   | 18454    |
| 26  | Мушко становништво од 8 до 14 година                                                             | 9413     |
| 27  | Женско становништво од 8 до 14 година                                                            | 9041     |
| 28  | Становништво од 12 до 14 година                                                                  | 7612     |
| 29  | Мушко становништво од 12 до 14 година                                                            | 3838     |
| 30  | Женско становништво од 12 до 14 година                                                           | 3774     |
| 31  | Становништво од 15 до 17 година                                                                  | 8304     |
| 32  | Мушко становништво од 15 до 17 година                                                            | 4095     |
| 33  | Женско становништво од 15 до 17 година                                                           | 4209     |
| 34  | Становништво од 18 до 24 године                                                                  | 20523    |
| 35  | Мушко становништво од 18 до 24 године                                                            | 9305     |
| 36  | Женско становништво од 18 до 24 године                                                           | 11218    |
| 37  | Женско становништво од 15 до 49 година                                                           | 48603    |
| 38  | Становништво са 60 и више година                                                                 | 12564    |
| 39  | Мушко становништво са 60 и више година                                                           | 5604     |
| 40  | Женско становништво са 60 и више година                                                          | 6960     |
| 41  | Однос између мушкараца и жена                                                                    | 89.86    |
| 42  | Становништво од нуле до 14 година                                                                | 39622    |
| 43  | Становништво од 15 до 64 године                                                                  | 108218   |
| 44  | Становништво од 65 година и више                                                                 | 8366     |
| 45  | Просечан број деце                                                                               | 1.85     |
| 46  | Становништво рођено у ентитету                                                                   | 124237   |
| 47  | Мушко становништво рођено у ентитету                                                             | 60993    |
| 48  | Женско становништво рођено у ентитету                                                            | 63244    |
| 49  | Становништво рођено у другом ентитету                                                            | 27551    |
| 50  | Мушко становништво рођено у другом ентитету                                                      | 10700    |
| 51  | Женско становништво рођено у другом ентитету                                                     | 16851    |
| 52  | Становништво од 5 година и више резидентно у ентитету у јуну 2005. године                        | 134071   |
| 53  | Мушко становништво старосног доба од 5 година и више, резидентно у ентитету у јуну 2005. године  | 63691    |
| 54  | Женско становништво старосног доба од 5 и више година, резидентно у ентитету у јуну 2005. године | 70380    |
| 55  | Становништво од 5 година и више које је живело у другом ентитету у јуну 2005. године             | 6145     |
| 56  | Мушко становништво старије од 5 година које је живело у другом ентитету у јуну 2005. године      | 2131     |
| 57  | Женско становништво старије од 5 година које је живело у другом ентитету у јуну 2005. године     | 4014     |
| 58  | Становништво од 3 године и више које говори аутохтони језик                                      | 1788     |
| 59  | Мушко становништво старо 3 године и више које говори аутохтони језик                             | 677      |
| 60  | Женско становништво старо 3 године и више које говори аутохтони језик                            | 1111     |
| 61  | Становништво од 3 године и више које говори аутохтони језик и не говори шпански језик            | 2        |
| 62  | Мушко становништво старо 3 године и више које говори аутохтони језик и не говори шпански         | 0        |
| 63  | Женско становништво старо 3 године и више које говори аутохтони језик и не говори шпански језик  | 2        |
| 64  | Становништво старо 3 године и више које говори аутохтони језик и шпански                         | 1391     |
| 65  | Мушко становништво старо 3 године и више које говори аутохтони језик и шпански                   | 496      |
| 66  | Женско становништво старо 3 године и више које говори аутохтони језик и шпански                  | 895      |
| 67  | Становништво од 5 година и више које говори аутохтони језик                                      | 1777     |
| 68  | Становништво од 5 година и више које говори аутохтони језик и не говори шпански језик            | 2        |
| 69  | Становништво од 5 година и више које говори аутохтони језик и говори шпански језик               | 1390     |
| 70  | Становништво у домородачким домаћинствима                                                        | 2873     |
| 71  | Становништво са ограничењима у активностима                                                      | 5272     |
| 72  | Становништво са ограниченим ходањем или кретањем, горе или доле                                  | 2571     |
| 73  | Становници са ограничењима вида, чак и уз кориштење сочива                                       | 1784     |
| 74  | Становништво са ограничењима говора, комуникације или конверзације                               | 423      |
| 75  | Становништво са ограниченим слухом                                                               | 520      |
| 76  | Становништво са ограничењима при одевању, купању или јелу                                        | 235      |
| 77  | Становништво са ограничењима у опажању или учењу једноставних ствари                             | 254      |
| 78  | Становништво са менталним ограничењима                                                           | 504      |
| 79  | Становништво без ограничења активности                                                           | 149295   |
| 80  | Становништво од 3 до 5 година које не похађа школу                                               | 2452     |
| 81  | Мушко становништво од 3 до 5 година које не похађа школу                                         | 1274     |
| 82  | Женско становништво од 3 до 5 година које не похађа школу                                        | 1178     |
| 83  | Становништво од 6 до 11 година које не похађа школу                                              | 354      |
| 84  | Мушко становништво од 6 до 11 година које не похађа школу                                        | 177      |
| 85  | Женско становништво од 6 до 11 година које не похађа школу                                       | 177      |
| 86  | Становништво од 12 до 14 година које не похађа школу                                             | 323      |
| 87  | Мушко становништво од 12 до 14 година које не похађа школу                                       | 170      |
| 88  | Женско становништво од 12 до 14 година које не похађа школу                                      | 153      |
| 89  | Становништво од 15 до 17 година похађа школу                                                     | 6296     |
| 90  | Мушко становништво од 15 до 17 година похађа школу                                               | 3124     |
| 91  | Женско становништво између 15 и 17 година живота у школи                                         | 3172     |
| 92  | Становништво од 18 до 24 године похађа школу                                                     | 7534     |
| 93  | Мушко становништво од 18 до 24 године похађа школу                                               | 3758     |
| 94  | Женско становништво од 18 до 24 године похађа школу                                              | 3776     |
| 95  | Становништво од 8 до 14 година које не може да чита и пише                                       | 305      |
| 96  | Мушко становништво старосног доба од 8 до 14 година које не може да чита и пише                  | 175      |
| 97  | Женско становништво старосног доби од 8 до 14 година које не може да чита и пише                 | 130      |
| 98  | Становништво од 15 година и више које је неписмено                                               | 2632     |
| 99  | Мушко становништво од 15 година и више које је неписмено                                         | 793      |
| 100 | Женско становништво од 15 година и више које је неписмено                                        | 1839     |
| 101 | Становништво старо 15 и више година без школовања                                                | 3613     |
| 102 | Мушко становништво старо 15 и више година без школовања                                          | 1234     |
| 103 | Женско становништво старо 15 и више година без школовања                                         | 2379     |
| 104 | Становништво старосног доба 15 и више година са непотпуним основним образовањем                  | 7274     |
| 105 | Мушко становништво старосног доба од 15 година и више са непотпуном основним образовањем         | 2849     |
| 106 | Женско становништво старосног доба 15 и више година са непотпуном основним образовањем           | 4425     |
| 107 | Становништво старо 15 и више година са комплетним основним образовањем                           | 13929    |
| 108 | Мушко становништво старо 15 година и више са комплетним основним образовањем                     | 5627     |
| 109 | Женско становништво старо 15 и више година са комплетним основним образовањем                    | 8302     |
| 110 | Становништво старосног доба 15 и више година са непотпуним средњим образовањем                   | 5636     |
| 111 | Мушко становништво старосног доба од 15 година и више са непотпуним средњим образовањем          | 2944     |
| 112 | Женско становништво старосног доба од 15 година и више са непотпуним средњим образовањем         | 2692     |
| 113 | Становништво старо 15 и више година са пуним секундарном образовањем                             | 24312    |
| 114 | Мушко становништво старосног доба од 15 година и више са пуним секундарном образовањем           | 11556    |
| 115 | Женско становништво старосног доба од 15 година и више са пуним секундарном образовањем          | 12756    |
| 116 | Становништво старије од 18 година са постосновним образовањем                                    | 57278    |
| 117 | Мушко становништво старије од 18 година са постосновним образовањем                              | 27602    |
| 118 | Женско становништво старије од 18 година са постосновним образовањем                             | 29676    |
| 119 | Просечна оцена школовања                                                                         | 10.42    |
| 120 | Просечан ниво образовања мушке популације                                                        | 10.76    |
| 121 | Просечан ниво образовања женског становништва                                                    | 10.12    |
| 122 | Економски активно становништво                                                                   | 73367    |
| 123 | Економски активна мушка популација                                                               | 42773    |
| 124 | Економски активна женска популација                                                              | 30594    |
| 125 | Становништво које није економски активно                                                         | 50038    |
| 126 | Мушко становништво које није економски активно                                                   | 14430    |
| 127 | Женско становништво које није економски активно                                                  | 35608    |
| 128 | Запослено становништво                                                                           | 70573    |
| 129 | Запослено мушко становништво                                                                     | 40778    |
| 130 | Запослено женско становништво                                                                    | 29795    |
| 131 | Незапослена популација                                                                           | 2794     |
| 132 | Незапослена мушка популација                                                                     | 1995     |
| 133 | Незапослена женска популација                                                                    | 799      |
| 134 | Становништво без права на здравствене услуге                                                     | 49036    |
| 135 | Становништво које има право на здравствене услуге                                                | 106287   |
| 136 | Становништво које има право на ИМСС                                                              | 49882    |
| 137 | Становништво које има право на социјално осигурање                                               | 11506    |
| 138 | Становништво које има право на државно социјално осигурање                                       | 183      |
| 139 | Становништво које има право на опште осигурање или здравствено осигурање за нову генерацију      | 17715    |
| 140 | Становништво које је било једном или није било у браку током 12 година и више                    | 45385    |
| 141 | Венчано или уједињено становништво од 12 година и више                                           | 66177    |
| 142 | Становништво које је било у браку или уједињено 12 година и више                                 | 11987    |
| 143 | Становништво са католичком религијом                                                             | 133592   |
| 144 | Протестанти, еванђелисти и библијски следбеници различити од еванђелиста                         | 7039     |
| 145 | Становништво са другим религијама различитим од претходних                                       | 6408     |
| 146 | Становништво без религије                                                                        | 4966     |
| 147 | Укупно пописаних домаћинства                                                                     | 40303    |
| 148 | Пописна домаћинства на челу са мушкарцима                                                        | 30770    |
| 149 | Пописна домаћинства на челу са женама                                                            | 9533     |
| 150 | Становништво у пописним домаћинствима                                                            | 156176   |
| 151 | Становништво у пописним домаћинствима на челу са мушкарцима                                      | 125147   |
| 152 | Становништво у пописним домаћинствима на челу са женама                                          | 31029    |
| 153 | Укупно домаћинстава                                                                              | 47346    |
| 154 | Укупно насељених домаћинстава                                                                    | 41708    |
| 155 | Укупно приватних кућа                                                                            | 45941    |
| 156 | Насељени приватни домови                                                                         | 40303    |
| 157 | Укупно насељених приватних кућа                                                                  | 41701    |
| 158 | Ненасељене приватне куће                                                                         | 4094     |
| 159 | Појединачна домаћинства за привремену употребу                                                   | 1544     |
| 160 | Становници у насељеним приватним кућама                                                          | 156176   |
| 161 | Насељеност станара у приватним становима                                                         | 3.88     |
| 162 | Просечно становника по соби у приватним насељеним домаћинствима                                  | 0.86     |
| 163 | Појединачна домаћинства са подовима од различитих материјала од земље                            | 39310    |
| 164 | Појединачна домаћинства у приземљу                                                               | 551      |
| 165 | Појединачна домаћинства са једном спаваћом собом                                                 | 12746    |
| 166 | Појединачна домаћинства са две спаваће собе и више                                               | 27328    |
| 167 | Појединачна домаћинства са једним собом                                                          | 2416     |
| 168 | Појединачна домаћинства са две собе                                                              | 5350     |
| 169 | Појединачна домаћинства са 3 собе и више                                                         | 32240    |
| 170 | Појединачна домаћинства која имају електрично светло                                             | 40132    |
| 171 | Појединачна домаћинства која немају електрично светло                                            | 35       |
| 172 | Појединачна домаћинства која имају водоводну воду у стамбеном простору                           | 39004    |
| 173 | Појединачна домаћинства која немају водоводну воду у стамбеном простору                          | 1028     |
| 174 | Појединачна домаћинства која имају тоалет                                                        | 39848    |
| 175 | Појединачна домаћинства која имају канализацију                                                  | 39848    |
| 176 | Појединачна домаћинства која немају канализацију                                                 | 174      |
| 177 | Појединачна домаћинства која имају електрично светло, довод воде из јавне мреже и канализацију   | 38777    |
| 178 | Појединачна домаћинства без икаквих услова                                                       | 110      |
| 179 | Појединачна домаћинства која имају радио                                                         | 37427    |
| 180 | Појединачна домаћинства која имају телевизор                                                     | 39528    |
| 181 | Појединачна домаћинства која имају фрижидер                                                      | 35832    |
| 182 | Појединачна домаћинства која имају машину за веш                                                 | 31722    |
| 183 | Појединачна домаћинства која имају аутомобил или комби                                           | 22205    |
| 184 | Појединачна домаћинства која имају рачунар                                                       | 21756    |
| 185 | Појединачна домаћинства која имају фиксну телефонску линију                                      | 29708    |
| 186 | Појединачна домаћинства која имају мобилни телефон                                               | 32008    |
| 187 | Појединачна домаћинства која имају приступ интернету                                             | 18863    |
| 188 | Величина локације                                                                                | 11       |